# ツェルリーナ (小惑星)
ツェルリーナ (531 Zerlina) は小惑星帯の小惑星である。ハイデルベルク天文台のマックス・ヴォルフによって発見された。
モーツァルトのオペラ『ドン・ジョヴァンニ』の登場人物に因んで命名された。